# Sunny Side of the Street
『Sunny Side of the Street』（サニー・サイド・オブ・ザ・ストリート）は2011年8月3日、cutting edgeから発売された東京スカパラダイスオーケストラ3作目のミニ・アルバム。

## 概要
- FISHBONEのアンジェロ・ムーアがゲスト・ボーカルで参加した楽曲で石川遼、北島康介、本田圭佑が出演したCoca-Cola「アクエリアス」CMソング「All Good Ska is One」を収録した5曲入りミニ・アルバム。
- 本作はDVD付初回限定盤[1][2]と通常盤[3][4]の2形態で発売。

## 収録曲

### CD
1. All Good Ska is One
  - Coca-Cola「アクエリアス」CMソング
  - オリジナルアルバム『Walkin'』、ベスト・アルバム『The Last』『TOKYO SKA TREASURES 〜ベスト・オブ・東京スカパラダイスオーケストラ〜』『NO BORDER HITS 2025→2001 〜ベスト・オブ・東京スカパラダイスオーケストラ〜』にも収録された。
2. Twinkle Star ～頼りの星～
  - 東京シティ競馬CMソング
3. World Ska Beach（Dennis Bovell Mix）
  - NHK「スタジオパークからこんにちは」番組テーマ
4. Break into the Light（SWG Remix）　Remixed by SHINCO
5. Twinkle Star（sail away mix）　Remixed by DE DE MOUSE

### DVD
1. TOKYO SKA PARADISE ORCHESTRA in MEXICO 2011
2. All Good Ska is One（Music Video Clip）